# Heinrich Aldegrever

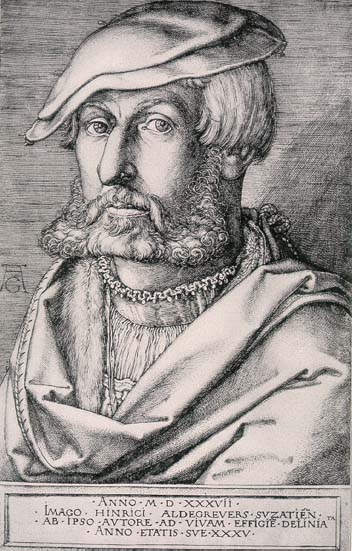
Zelfportret 1537

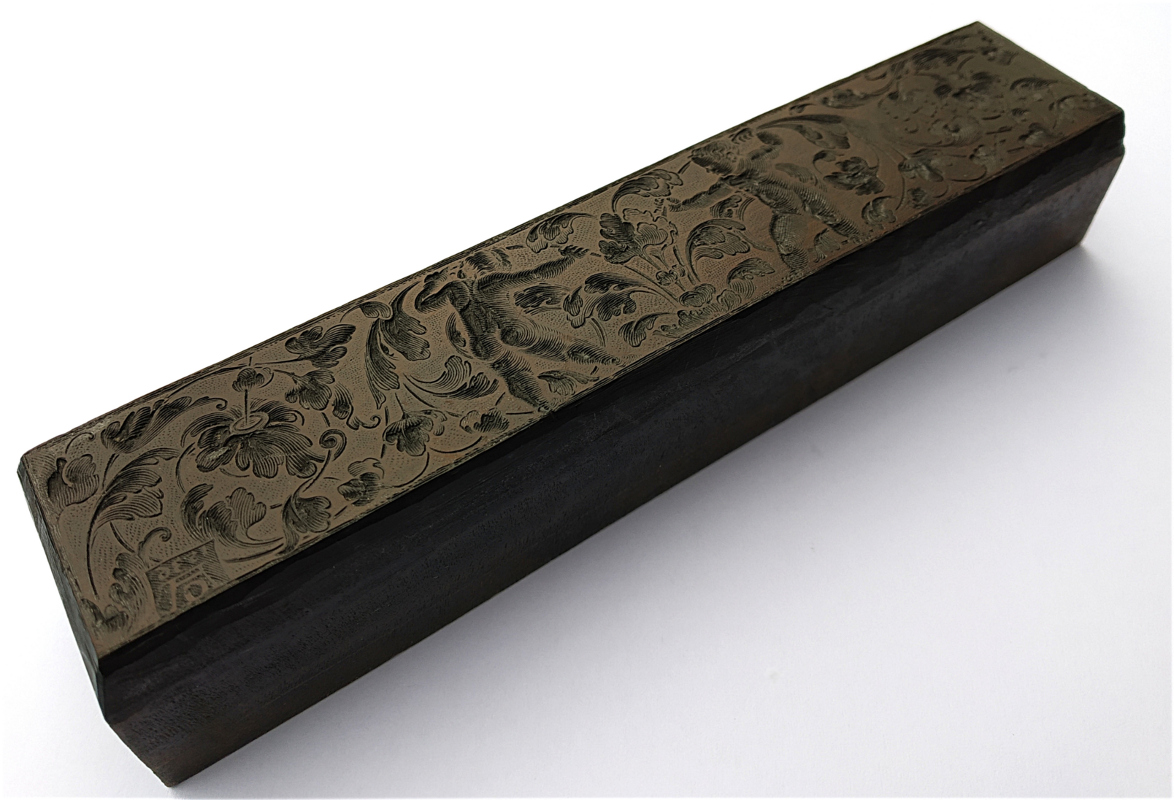
Heinrich Aldegrever engraved woodblock (1536)

Heinrich Aldegrever (eigenlijk Hinrik Trippenmäker) (Paderborn, 1502 – Soest (West-Duitsland), ca. 1551-1561) was een Duits kunstschilder, graveur en goudsmid van de Noord-Duitse Renaissance.

## Leven
Aldegrever werd eerst opgeleid als goudsmid en maakte als dusdanig een serie ornamentele tekeningen voor ijzerwerk, waaronder ontwerpen voor messen, dolken en schedes van zwaarden.
Hij reisde rond in de Nederlanden en raakte er onder de indruk van Joos van Cleve en Jan Gossaert. Rond 1525 vestigde hij zich te Soest. Daar schilderde hij al gauw een van zijn belangrijkste werken: de vleugelretabel van het Maria-altaar in de kerk Sankt Maria zur Wiese. Vanaf 1531, onder invloed van de Reformatie, wijdde Aldegrever, die zich tot het nieuwe geloof had bekeerd, zich nog enkel aan de grafische kunst, met vooral wereldlijke onderwerpen, bijvoorbeeld De Bruiloftsdanser uit 1538.
Omwille van de beperkte afmetingen van zijn tekeningen wordt Aldegrever vaak gerekend tot een groep Duitse renaissanceschilders die bekendstaan onder de naam 'Kleine Meesters'. Hij maakte zo’n 300 gravures tussen 1527 en 1555, vele daarvan op wonderbaarlijk kleine schaal.

## Werk
Karakteristiek voor Aldegrevers werk zijn de overslanke figuren die herinneren aan de gotiek en die tevens blijk geven van een Antwerpse maniëristische invloed. Deze figuren worden ook vaak gekenmerkt door een drukke drapering van hun kledij. De landschapsachtergronden laten dan weer de Hollandse invloed zien. Vaak vindt men in zijn werk ook ornamentele architectuurelementen terug. Hij speelt ook vaak met licht en schaduw in zijn schilderijen.
Aldegrever werd verder ook beïnvloed door Albrecht Dürer, wiens monogram hij imiteerde. Het is zelfs mogelijk dat hij bij Dürer zelf in Neurenberg is geweest.